# Château de Melville
Pour les articles homonymes, voir Melville.
Le château de Melville est un château français situé à Saint-Martin-lès-Langres, dans le département de la Haute-Marne dans l'ancienne région Champagne-Ardenne.

## Situation
Le château se situe sur les bords de la Mouche, rivière langroise. Il est situé en contrebas, à quelques kilomètres, de la forteresse fortifiée de Langres. Le domaine de Melville comprend le château, demeure privée, le centre-équestre, utilisant les ailes du château et une ancienne papeterie (Papeteries Navarre) reconvertie en chambre-d'hôtes sur les bords de la Mouche, à quelques encablures du village de Hûmes dans le lieu dit Melville.
C'est une propriété privée qui ne se visite pas.

## Histoire
Le château, d'architecture néoclassique, a été édifié dès 1780.
Divers éléments sont inscrits sur l'Inventaire supplémentaire des Monuments historiques depuis le 25 avril 1990.